# نوگراد (مجارستان)
نوگراد (به مجاری:  Nógrád) یک شهرداری در مجارستان است که در ناحیه رتشاگ واقع شده‌است. نوگراد ۲۹٫۵۲ کیلومتر مربع مساحت و ۱٬۵۷۳ نفر جمعیت دارد.